# John Robert Wooden
John Robert Wooden (14. oktober 1910 − 4. juni 2010) var en pensioneret, amerikansk basketball coach, som var medlem af Basketball Hall of Fame som både spiller i 1961 og som træner i 1973. Han var den første person, der nogensinde er nedfældet i to kategorier; kun Lenny Wilkens og Bill Sharman er siden blevet så beæret. Hans 10 NCAA National Championships i 12 år, og i UCLA er ulig noget andet college basketball coach.